# Pfarrhaus (Schwifting)

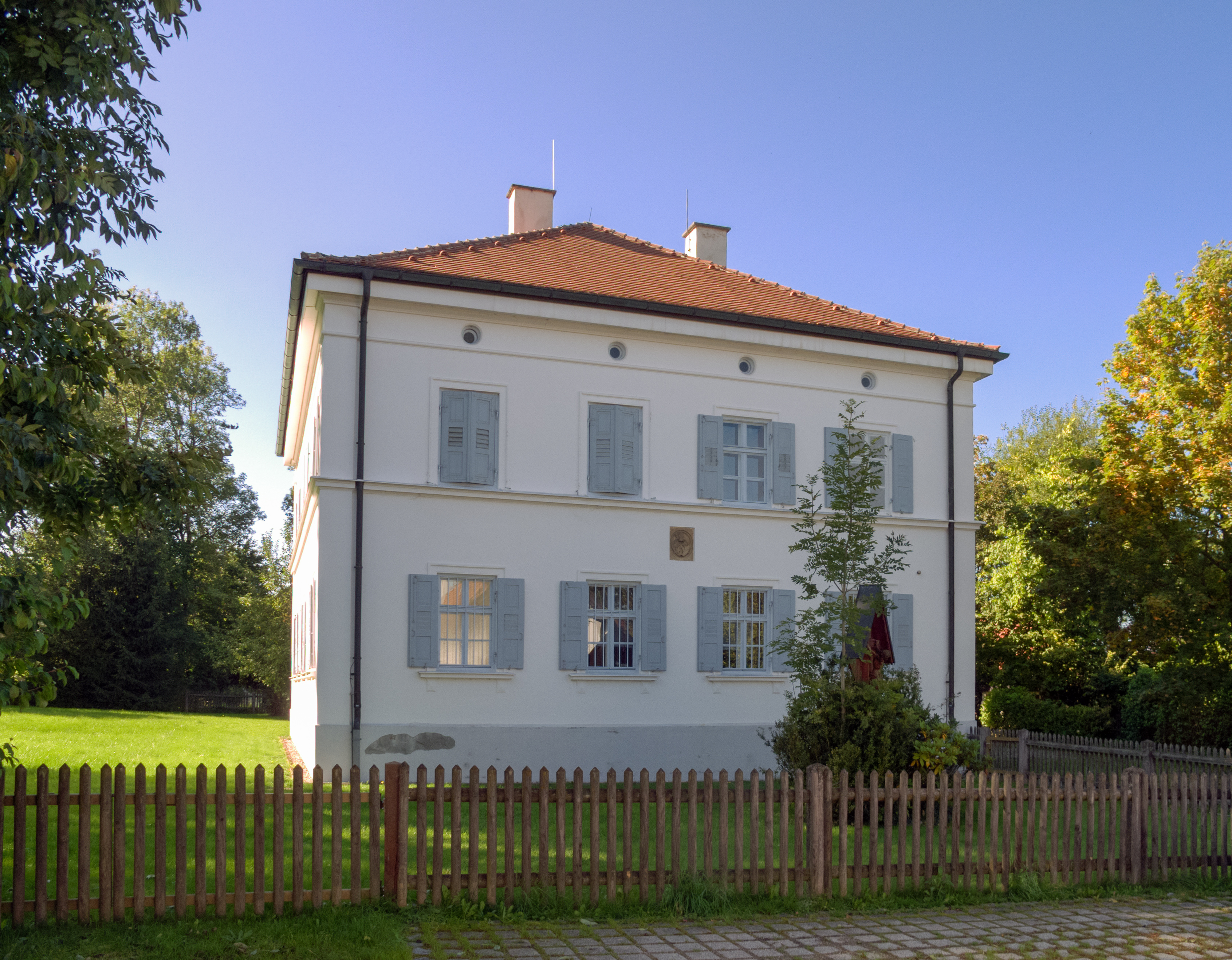
Ehemaliges Pfarrhaus in Schwifting

Das Pfarrhaus in Schwifting, einer Gemeinde im oberbayerischen Landkreis Landsberg am Lech, wurde 1882 anstelle eines Vorgängerbaus aus dem Jahr 1590 errichtet. Das ehemalige Pfarrhaus am Kapellenweg 2, nördlich der katholischen Kapelle St. Margaretha, ist ein geschütztes Baudenkmal.

## Beschreibung
Der zweigeschossige Putzbau mit Gurtgesims, niedrigem Mezzaningeschoss und Flachwalmdach besitzt vier zu fünf Fensterachsen. Die symmetrisch gesetzten Fensterachsen werden durch ein Fensterbank-, ein schmales Gurt- und ein profiliertes Traufgesims und Ecklisenen gegliedert. Die Kreuzstockfenster mit Holzläden werden von aufgeputzten Faschen gerahmt. Im Kniestock sitzen kleine Rundfenster. Der Eingang an der Nordseite erfolgt über eine Differenztreppe, ihm ist ein Windfang vorgestellt. Hinter der bauzeitlichen Feldertür zweigt rechts das Treppenhaus mit halbgewendelter Treppe ab.